# Cordia leonis
Cordia leonis là loài thực vật có hoa trong họ Mồ hôi. Loài này được (Britton & P.Wilson) Ekman mô tả khoa học đầu tiên năm 1929.